# Теракт на різдвяному ярмарку в Магдебурзі
20 грудня 2024 року автомобіль в'їхав у натовп на різдвяному ярмарку в Магдебурзі, Німеччина. Щонайменше п'ятеро людей загинуло, понад двісті поранено. Ймовірного водія автомобіля згодом затримано.

## Передумови
Магдебург — столиця федеральної землі Саксонія-Ангальт. Щороку в місті проводиться різдвяний ярмарок поблизу міської ратуші та великого торговельного центру.
Різдвяні ярмарки раніше ставали об'єктами нападів з використанням транспортних засобів, зокрема нападу 2016 року в Берліні. Тоді загинуло 12 осіб, а ще 56 отримало поранення. Міністр внутрішніх справ та громади Ненсі Фезер у листопаді 2024 року зазначила, що поки що немає «конкретних» загроз для різдвяних ярмарків, однак закликала зберігати пильність.

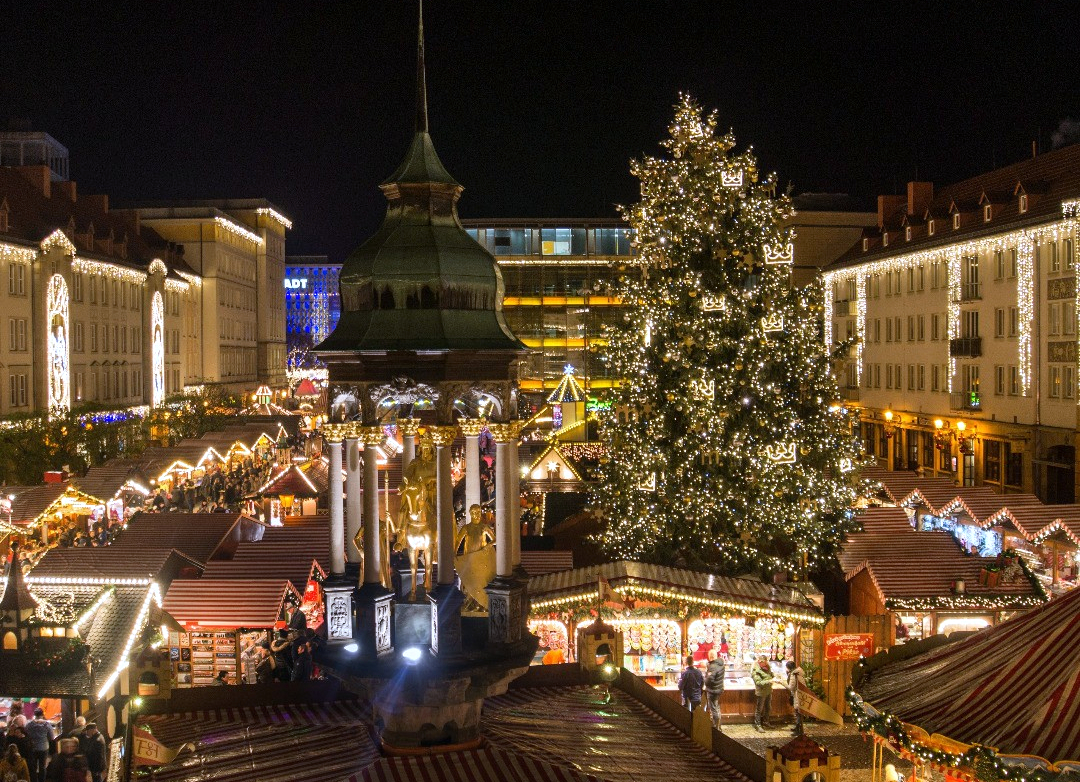
Зображення різдвяного ярмарку в Магдебурзі у 2019 році.

Напад у Магдебурзі стався на наступний день після восьмої річниці атаки на різдвяному ярмарку в Берліні, здійсненої терористами ІДІЛ. За два тижні до інциденту в Магдебурзі в Аугсбурзі (Баварія) заарештовано громадянина Іраку за підозрою спланувати напад на різдвяний ярмарок.

## Напад
О 19:04 за центральноєвропейським часом 20 грудня 2024 року водій на орендованому чорному автомобілі BMW, який, як повідомляється, орендовано незадовго до нападу, в'їхав на великій швидкості в натовп на різдвяному ярмарку в Магдебурзі. Поліція зазначила, що автомобіль проїхав щонайменше 400 метрів, перш ніж його вдалося зупинити. Підозрюваного водія затримали на трамвайній зупинці Allee-Center.
Очевидці, які не постраждали під час нападу, намагалися надати першу допомогу пораненим до прибуття екстрених служб. Свідки описували хаос, кров на місці події, а також людей, загорнутих у термоковдри для обігріву.

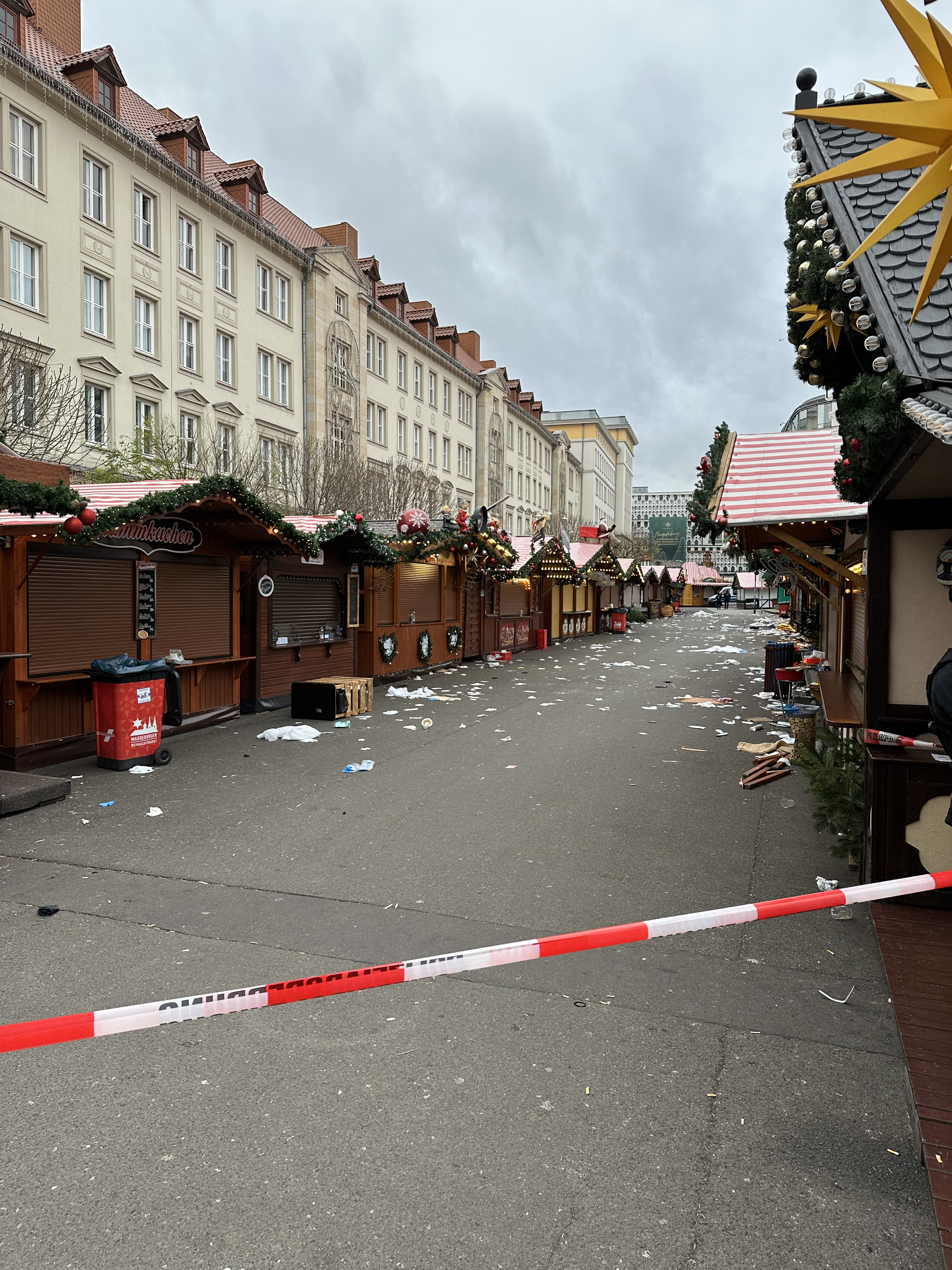
Поліцейський кордон на ринку, після наїзду.

Представник уряду землі Саксонія-Ангальт заявив, що це, «ймовірно, був напад». На пасажирському сидінні автомобіля було знайдено багаж, а поліція оточила район після повідомлень про виявлення вибухового пристрою в машині. Утім, пізніше вибухівки не знайшли.

## Жертви
Внаслідок нападу загинуло п'ятеро людей, серед яких четверо дорослих та дев'ятирічний хлопчик. Понад 205 осіб отримало поранення, з яких 41 перебуває у критичному стані.
Серед постраждалих є громадянка України. Як повідомили в Міністерстві закордонних справ України, українка, 1972 року народження, перебуває у важкому стані в одній з німецьких лікарень. Українське посольство і консули надають необхідну допомогу.

## Підозрюваний
На основі інформації, наданої міністерським президентом Саксонії-Ангальт Райнером Хазелофом (ХДС), міністром внутрішніх справ Саксонії-Ангальт Тамарою Цішанг (ХДС), а також виданнями Die Welt і Der Spiegel, підозрюваного ідентифікували як «Талеб А.» відповідно до німецьких законів про конфіденційність. Опубліковані владою деталі дозволили закордонним ЗМІ ідентифікувати його як Талеба Аль-Абдулмохсена, 50-річного атеїста та лікаря з Саудівської Аравії, який живе в Бернбурзі і працював психологом і психіатром у виправній установі в клініці Бернбурга. Німецька влада охарактеризувала його як «ісламофоба». Підозрюваний емігрував до Німеччини у березні 2006 року, отримав статус біженця у липні 2016 року та мав дозвіл на постійне проживання.
За інформацією видання India Today, Абдулмохсен розшукується Саудівською Аравією за звинуваченнями, пов'язаними з тероризмом та торгівлею людьми, зокрема за підозрою у сприянні переправленню людей із Саудівської Аравії та країн Перської затоки до Європейського Союзу. Всупереч запитові Саудівської Аравії про екстрадицію, Німеччина надала йому політичний притулок у 2016 році, посилаючись на занепокоєння щодо його безпеки та прав у разі повернення до Саудівської Аравії. Німецький уряд відмовився від екстрадиції, вказавши на відсутність гарантій належного судового процесу в Саудівській Аравії. Саудівська влада тричі — між листопадом 2023 року і вереснем 2024 року — попереджала німецькі служби безпеки про загрозу, яку представляє Абдулмохсен, заявляючи, що він небезпечний і потенційно загрожує саудівським дипломатам. Німеччина відхилила ці попередження, вважаючи їх частиною переслідувань дисидента, який відмовився від ісламу — дії, яка вважається злочином і карається смертною карою в Саудівській Аравії.
На основі публічних виступів Талеб Абдулмохсен описував себе як колишнього мусульманина, який виступає проти ісламу та мусульман. У тому ж році Der Spiegel повідомив, що через свій вебфорум wearesaudis.net і акаунт у Twitter, він допомагав іншим тікати з Саудівської Аравії до Німеччини. Його акаунт був орієнтований на критику ісламу, де він вітав тих, хто покинув релігію. Також Абдулмохсен критикував німецьку владу за нездатність боротися з «ісламізацією Європи» і підтримував партію АдН.
На платформі BBC він демонстрував свій вебсайт, призначений для допомоги апостатам, які шукають притулок, особливо із Саудівської Аравії та країн Перської затоки. У 2019 році в інтерв'ю The Jerusalem Post він заявив, що витрачає до 16 годин на день на допомогу тим, хто покинив іслам і шукають притулку. Водночас він публічно підтримував Ізраїль і ділився відповідним контентом.
У травні 2024 року він написав, що чекає загибелі цього року через боротьбу за справедливість, яку, за його словами, німецька влада намагається зупинити. За кілька хвилин до атаки він опублікував кілька відео, в одному з яких заявив: «Поліція — це злочинці. У цьому разі я покладаю відповідальність на німецьку націю та її громадян за те, що зі мною станеться». «The police themselves are the criminals. In this case, I hold the German nation, I hold the German citizens responsible for what is in store for me.» В іншому відео він зазначив, що вважає німецьких громадян відповідальними за переслідування, зокрема через історію про USB-накопичувач, що в нього вкрали поштової скриньки.
За даними німецьких ЗМІ та громадських мовників, Абдулмохсен не раз погрожував насильством, і люди повідомляли про це поліцію. У 2013 році окружний суд у Ростоку засудив його на 90 денних штрафів по 10 євро кожен за погрози злочинами. Федеральна розвідувальна служба Німеччини (BND) отримала інформацію від Саудівської Аравії ще у 2023 році, що Абдулмохсен планує «щось велике» у Німеччині, і відповідальні органи нібито перевірили цю інформацію. Журналіст Welt Тім Рон повідомив, що восени 2023 року саудівська жінка, яка спілкувалася з Абдулмохсеном по Інтернету, намагалася попередити поліцію в Берліні, що він планує вбити 20 німців, але помилково відправила свій лист поліції в Берлін, штат Нью-Джерсі, США. Подальша доля цього попередження залишилася невідомою.
Міністр внутрішніх справ Ненсі Фезер підтвердила, що підозрюваний був «явно ісламофоб».